# ProjeKct Two
ProjeKct Two er en fraktion af den engelske musikgruppe King Crimson. I perioden 1997-1999 "fraKctaliserede" gruppen King Crimson sig i fire undergrupper, kaldet ProjeKcts. ProjeKct Two bestod af Robert Fripp (guitar), Trey Gunn (Warr-guitar, tale) og Adrian Belew (V-trommer). Det var det andet planlagte ProjeKct, deraf navnet, men det første, som indspillede musik. 
Space Groove, der blev indspillet i løbet af tre dage i november 1997, er den dobbelt-CD med improvisationer optaget i studiet de første gange, gruppen var sammen. Gruppen turnerede i USA, Storbritannien, Japan og Canada i perioden februar-juli 1998, hvor de spillede nyt materiale og enkelte King Crimson-numre, bl.a. Dinosaur og VROOOM. The Deception of the Thrush blev senere en del af ProjeKct Three og King Crimsons repertoire.